# Don't Say No
Don't Say No es el extended play debut de la cantante surcoreana Seohyun. Fue lanzado el 17 de enero de 2017 por SM Entertainment y distribuido por KT Music. El disco incluye siete canciones, incluyendo el sencillo «Don't Say No».

## Composición
El EP consta de siete canciones, de las cuales Seohyun escribió seis. Al referirse al EP, expresó: «El corazón del álbum es el amor. Mi objetivo es plasmar el 100% de mis emociones al escribir cada canción, ya que SM es conocido por sus estándares rigurosos. Aunque he tenido que mantenerme fiel al concepto en todo momento, siento que esto es esencial como parte de Girls' Generation». El sencillo principal, «Don't Say No», fusiona el pop, R&B y dance, con un distintivo ritmo funky de piano. En cuanto a las canciones restantes, «Hello», «Magic» y «Lonely Love», encuentran su inspiración en los géneros pop y R&B de los vibrantes años 90. «Love & Affection» se destaca por su acompañamiento de piano y bajo, mientras que «Bad Love» adopta un ritmo pausado de medio tiempo. Por último, «Moonlight» eleva el ritmo con su contagiosa energía uptempo.

## Lanzamiento y promoción
El 10 de enero de 2017, se anunció que la cantante debutaría con Don't Say No, convirtiéndose en la tercera integrante de Girls' Generation en lanzar un álbum en solitario, siguiendo los pasos de Taeyeon y Tiffany. El 13 de enero, se dio a conocer la lista completa de canciones que conformarían el álbum, y también se reveló la colaboración con el cantante surcoreano Eric Nam en una de las canciones. Para generar anticipación hacia el lanzamiento, Seohyun se presentó en un showcase promocional en el SM Coex Artium de Seúl el 16 de enero, donde interpretó por primera vez las canciones «Magic», «Lonely Love» y, por supuesto, «Don't Say No». El disco junto con su videoclip, se lazaron en formato digital el 17 de enero, seguido por el lanzamiento de la versión física al día siguiente.
Seohyun realizó sus primeras actuaciones en diversos programas musicales de Corea del Sur del 19 al 22 de enero. A finales de febrero, Seohyun llevó a cabo su propio residency show Love, Still - Seohyun, como parte de una serie de presentaciones organizadas por SM Entertainment en el SM Coex Artium, con el propósito de promocionar su EP.

## Éxito comercial
Don't Say No ocupó el primer lugar de la lista Gaon Album Chart y alcanzó el tercer lugar en Billboard World Albums Chart. Posteriormente se ubicó en el quinto puesto en Gaon Album Chart para el mes de enero de 2017 con 33 041 copias físicas vendidas.

## Lista de canciones
| Don't Say No |                               |                        |                                                                                              |          |  |
| N.º          | Título                        | Letras                 | Música                                                                                       | Duración |  |
| 1.           | «Don't Say No»                | Kenzie                 | Kenzie, Matthew Tishler, Felicia Barton                                                      | 3:13     |  |
| 2.           | «Hello» (con Eric Nam)        | Seohyun, Jo Yoon Kyung | Andrew Underberg, Felicia Barton, Andrew Choi                                                | 3:18     |  |
| 3.           | «Magic»                       | Seohyun                | Albin Nordqvist, Ellen Berg Tollbom, Hjalmar Wilen                                           | 3:33     |  |
| 4.           | «Lonely Love» (혼자하는 사랑) | Seohyun                | The Stereotypes, August Rigo, Sophia Pae                                                     | 3:39     |  |
| 5.           | «Love & Affection»            | Seohyun                | Johan Gustafsson, Fredrik Haggstam, Sebastian Lundberg, Hayley Aitken, Lauren Dyson, Trinity | 2:48     |  |
| 6.           | «Bad Love»                    | Seohyun                | James Wong, Krysta Youngs, Sidnie Tipton                                                     | 3:17     |  |
| 7.           | «Moonlight» (달빛)            | Seohyun                | Nicolas Jack Scapa, Brian Robertson, Alexandra Hughes, Ryan S. Jhun                          | 3:32     |  |
| 23:20        |                               |                        |                                                                                              |          |  |

## Posicionamiento en listas
| Lista (2017)                        | Mejor posición |
| ----------------------------------- | -------------- |
| Japón (Oricon)                      | 73             |
| Corea del Sur (Gaon)                | 1              |
| Estados Unidos (World Albums Chart) | 3              |
| Estados Unidos (Heetseekers Albums) | 23             |

| Lista (2017)                     | Mejor posición |
| -------------------------------- | -------------- |
| Corea del Sur (Gaon Album Chart) | 5              |

## Historial de lanzamiento
| Región        | Fecha               | Formato(s)                  | Distribuidora |
| ------------- | ------------------- | --------------------------- | ------------- |
| Corea del Sur | 18 de enero de 2017 | CD                          | SM, KT Music  |
| Mundial       | 17 de enero de 2017 | Descarga digital, streaming | SM, KT Music  |